# كاثرين تومسون
كاثرين تومسون (بالإنجليزية: Katherine Thomson)‏ هي كاتبة سيناريو وممثلة أسترالية، ولدت في 27 يوليو 1955 بسيدني في أستراليا.

## وصلات خارجية
- كاثرين تومسون على موقع IMDb (الإنجليزية)
- كاثرين تومسون على موقع ألو سيني (الفرنسية)
- كاثرين تومسون على موقع أول موفي (الإنجليزية)
- كاثرين تومسون على موقع قاعدة بيانات الفيلم (الإنجليزية)
- كاثرين تومسون على موقع كينوبويسك (الروسية)